# Зблюдза (річка)
Зблюдза (пол. Zbludza (potok)) — гірський потік в Польщі, у Лімановському повіті Малопольського воєводства. Ліва притока Камениці, (басейн Балтійського моря).

## Опис
Довжина річки 8,75 км, площа басейну водозбору 18,13  км², похил річки 30,06  м/км, найкоротша відстань між витоком і гирлом — 6,28  км, коефіцієнт звивистості річки — 1,40 . Формується багатьма безіменними потоками та частково каналізована. Гірський потік тече у Бескиді Висповий.

## Розташування
Бере початок на північно-західних схилах безіменної гори (776,0 м) на висоті 719 м над рівнем моря у селі Залесе (гміна Камениця). Спочатку тече на південний схід, далі повертає на південний захід і тече через село Зблюдза і на висоті 456 м над рівнем моря у селі Камениці впадає у річку Каменицю, ліву притоку Дунайця.

## Цікаві факти
- Понад річкою пролягають туристичні шляхи, які на мапі туристичній позначаються кольором: зеленим (Заповідниця (840 м) — Ціхонь (929 м)); червоним (Щава — Камениця).[3]

## Галерея

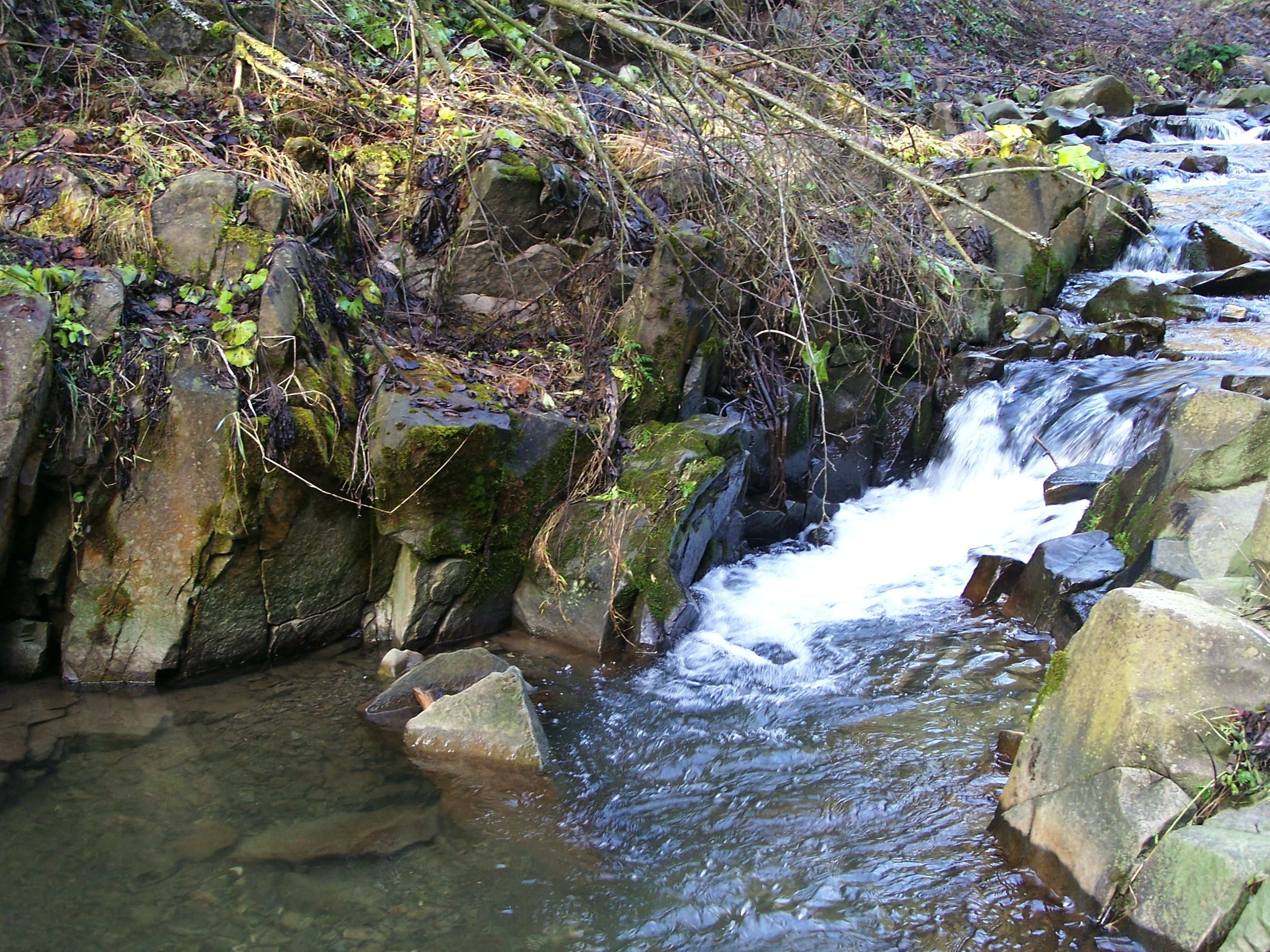
Потік Зблюдза у Зблюдзі
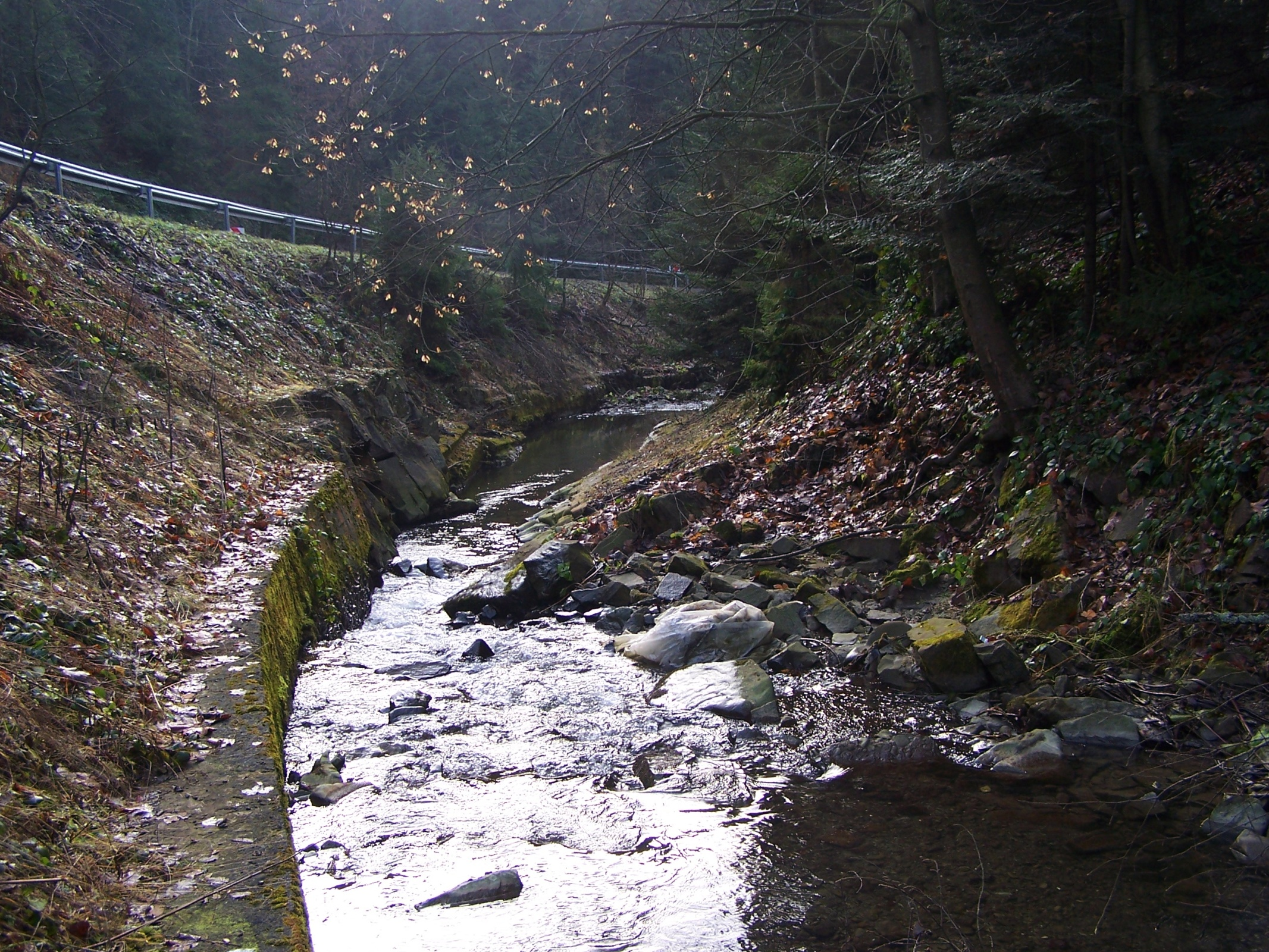
Зблюдза
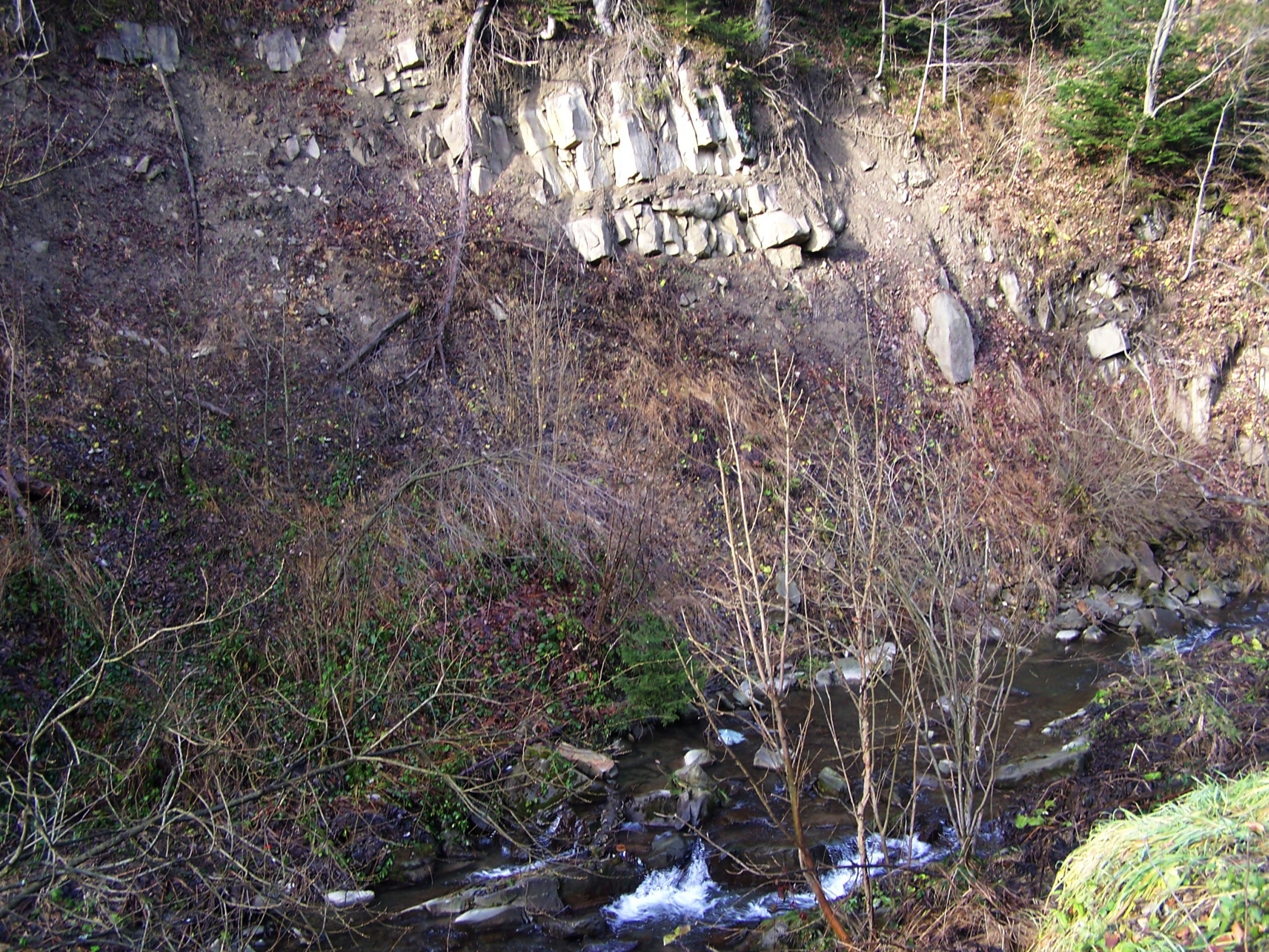
Потік Зблюдза у Зблюдзі